# Opsius pallasi
Opsius pallasi är en insektsart som beskrevs av Letheirry 1874. Opsius pallasi ingår i släktet Opsius och familjen dvärgstritar. Inga underarter finns listade i Catalogue of Life.